# 18th Street gang
18th Street gang (taktéž Eighteen St, Barrio 18, Mara 18 nebo jednoduše 18) je jeden z největších a nejnebezpečnějších pouličních hispánsko-amerických gangů na světě. Má přes 65 000 členů a je aktivní přibližně v 37 zemích.[zdroj?]
Gang založili v roce 1960 mexičtí imigranti v Rampartu, což je část města Santa Ana nedaleko Los Angeles. Ačkoli největší část tvořili právě Mexičané, byli přijímání také černoši, Asiaté i běloši. Tento gang nejspíš jako první umožňoval přijímat do svých řad i jiná etnika. Právě tento fakt umožnil, že se 18. street gang rozrostl tak rychle.
Gang má jasnou hierarchii, kterou všichni musí dodržovat. Důležitost člena gangu se určuje podle vykonané trestné činnosti ve prospěch gangu. Dodnes není úplně jasné, kdo stojí na špici celého gangu. Pravděpodobně gangu nevelí jasný vůdce, i když každá klika má svého vůdčího člena, který členy ve své klice hlídá a organizuje různé činnosti.

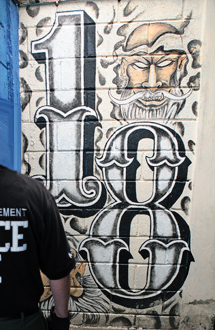

## Umístění
Gang má přibližně 200 autonomních podgangů (klik). Suverénně největší a nejvlivnější klika funguje právě v Los Angeles a velké množství je také v blízkosti města (San Fernando, South Bay aj.).
Rychle začal sílit vliv tohoto gangu i v jiných zemích jako je Honduras, Španělsko, Kanada, Guatemala, Mexiko či Salvador.

## Kultura
Členové gangu musí dodržovat pevně stanovena pravidla, jejíž porušení pro ně znamená potrestání. Kromě individuálních nařízení od vůdce kliky musí například dodržovat pravidla jako je: nebrat tvrdé drogy, pomáhat jiným členům gangu, nestavět se k bratrovi z gangu zády, uznávat barvy gangu aj. Pokud bratr pravidla nedodrží či udělá něco, co se vůdci příčí, je mu většinou udělen osmnáctisekundový výprask. Výprask probíhá tak, že vůdce vybere pár dalších členů, kteří budou do „hříšníka“ osmnáct sekund kopat.
18. street gang má své barvy - černá, modrá a šedá. Každý správný bratr by měl mít i patřičné tetování, které jasně odráží jeho členství v gangu. V některých oblastech, jako například Salvador je typické tetování č. 18 na obličej.
Tomuto pouličnímu gangu se často říká „armáda dětí“, protože do svých řad často verbuje teenagery nebo také ještě malé děti.
Často se stává, že v gangu bývají i celé rodiny.

## Kriminalita
Gang má velmi pestrou oblast působení. Zabývá se distribucí drog, vloupáním, vykrádáním, přepadáváním i vraždami.
Drobné krádeže a kradení či vykrádání aut je na denním pořádku snad všech klik. Například v Los Angeles je členy MS 18 napaden někdo každý den.
V posledních letech zesiluje organizovanost gangů. Kromě pouliční kriminality se gang začíná zapojovat i do pasové a celní kriminality - tj. falšuji pasy, občanské průkazy či potravinové lístky. Stále častěji se kliky věnuji únosům, vraždám, žhářství, obchodu s lidmi či zbraněmi apod.
18. street gang byl také zapleten do únosu a vraždy šestnáctiletého bratra známého honduraského fotbalisty Wilsona Palaciose.

## Rivalové
K jejich největším konkurentům patří Mara Salvatrucha, neboli MS-13. Gangy spolu už od počátku hrají hru na život a na smrt. K dalším rivalům se může řadit Sureños či Bloods.
Naopak určitou podporu mohou očekávat od několika gangů jako jsou C. Y. T., Mexican Drug Cartels a Hoover Criminals.